# Вандерворт, Лора
Лора Дайанн Вандерворт (англ. Laura Dianne Vandervoort, 22 сентября 1984) — канадская актриса.

## Биография и карьера
Лора Вандерворт в детстве увлекалась различными видами спорта — футболом, баскетболом, теннисом, гимнастикой, бейсболом, а к 16 годам имела чёрный пояс по карате.
Играть она начала с 13 лет. После нескольких незначительных появлений на телешоу, Лора получает роль в канадском детском сериале «Боишься ли ты темноты?». Роль была не очень большая, всего на 3 эпизода.
После серии рекламных роликов, разовых появлений в различных телесериалах и диснеевских фильмах девятнадцатилетняя Лора получает главную роль Сэди Харрисон в сериале «Сверхновая звезда», который транслировался в течение четырёх лет.
В дальнейшем Лора Вандерворт чаще появляется на телевидении, чем в кино. Одной из заметных её ролей становится роль криптонки Кары, сестры Супермена, в сериале «Тайны Смолвиля».
После «Тайн Смолвиля» Лора снимается в сиквеле фильма «Добро пожаловать в рай». В этой картине Вандерворт работает с Крисом Кармаком («Одинокие сердца») и Маршей Томасон («Лас Вегас», «Остаться в живых»). Сразу же после окончания съёмок Лора занимается независимым проектом, в котором на съёмочную площадку вместе с ней выходят такие канадские звёзды, как Майкл Айронсайд и Кори Севьер.
В 2009 году Лора снялась в сериале канала ABC «V», который является ремейком одноимённого сериала 1983 года.
С 2014 по 2016 год играла главную роль в телесериале «Укушенная».
В настоящее время проживает в Лос-Анджелесе, Калифорния.

## Фильмография
| Год       |    | Русское название                      | Оригинальное название           | Роль                |
| --------- | -- | ------------------------------------- | ------------------------------- | ------------------- |
| 2019      | с  | Вампирские войны                      | V war                           | Мила Дубова         |
| 2017      | ф  | Пила 8                                | Jigsaw                          | Анна                |
| 2016      | с  | Супергёрл                             | Supergirl                       | Индиго / Брейниак 8 |
| 2014—2016 | с  | Укушенная                             | Bitten                          | Елена Майклз        |
| 2012      | с  | Тайны Хейвена                         | Haven                           | Арла Коган          |
| 2012      | с  | Белый воротничок                      | White Collar                    | София Ковингтон     |
| 2012      | ф  | Третий лишний                         | Ted                             | Таня                |
| 2012      | ф  | Значит, война                         | This Means War                  | Бритта              |
| 2011      | ф  | В поисках Санты                       | Desperately Seeking Santa       |                     |
| 2010      | тф | Боги речного мира                     | Riverworld                      | Джесси              |
| 2009—2011 | с  | V                                     | V                               | Лиза                |
| 2009      | ф  | Ущерб                                 | Damage                          | Фрэнки              |
| 2009      | тф | Не в себе                             | Out of Control                  | Марси Катлер        |
| 2009      | ф  | Джазмэн                               | The Jazzman                     | Сара                |
| 2009      | ф  | Добро пожаловать в рай! 2: Риф        | Into the Blue 2: The Reef       | Дэни                |
| 2007      | ф  | Обман                                 | The Lookout                     | Келли               |
| 2007      | с  | Детектив Дрезден: Секретные материалы | The Dresden Files               | Натали              |
| 2007—2011 | с  | Тайны Смолвиля                        | Smallville                      | Кара Кент           |
| 2006      | ф  | Волнение                              | Troubled Waters                 | Кэролайн            |
| 2005      | тф | Фалькон Бич                           | Falcon Beach                    | Эшли                |
| 2004      | с  | Сверхновая звезда                     | Instant Star                    | Сейди Харрисон      |
| 2004      | тф | Королева бала                         | Prom Queen: The Marc Hall Story | девушка             |
| 2002—2005 | с  | Сью Томас: Зоркий детектив            | Sue Thomas: F.B.Eye             | Гэбби               |
| 2001      | с  | Доктор                                | Doc                             | Эннис Беннингтон    |
| 2001      | с  | Мутанты Икс                           | Mutant X                        | Тина                |
| 2000      | тф | У мамы свидание с вампиром            | Mom's Got a Date with a Vampire | Челси Хансен        |
| 2000      | с  | C.S.I.: Место преступления            | CSI: Crime Scene Investigation  | мисс Тэнжерс        |
| 2000      | тф | Меткий бросок                         | Alley Cats Strike               | Лорен               |
| 1999      | с  | Дважды в жизни                        | Twice in a Lifetime             | Мисти Рейнольдс     |
| 1999      | с  | Боишься ли ты темноты?                | Are You Afraid of the Dark?     | Эшли Фокс           |
| 1997      | с  | Мурашки                               | Goosebumps                      | Шина Дип            |